# Municipio de Elbridge (Míchigan)
El municipio de Elbridge (en inglés: Elbridge Township) es un municipio ubicado en el condado de Oceana en el estado estadounidense de Míchigan. En el año 2010 tenía una población de 971 habitantes y una densidad poblacional de 10,35 personas por km².

## Geografía
El municipio de Elbridge se encuentra ubicado en las coordenadas 43°41′31″N 86°12′34″O / 43.69194, -86.20944. Según la Oficina del Censo de los Estados Unidos, el municipio tiene una superficie total de 93.83 km², de la cual 87,63 km² corresponden a tierra firme y (6,61 %) 6,2 km² es agua.

## Demografía
Según el censo de 2010, había 971 personas residiendo en el municipio de Elbridge. La densidad de población era de 10,35 hab./km². De los 971 habitantes, el municipio de Elbridge estaba compuesto por el 88,88 % blancos, el 0,31 % eran afroamericanos, el 0,72 % eran amerindios, el 0,1 % eran asiáticos, el 8,65 % eran de otras razas y el 1,34 % eran de una mezcla de razas. Del total de la población el 16,07 % eran hispanos o latinos de cualquier raza.